# バスガイド愛子
『バスガイド愛子』（バスガイドあいこ）は、1993年から1997年までTBS系「月曜ドラマスペシャル」で放送されたテレビドラマシリーズ。全4回。主演は市原悦子。

## キャスト

### 主要人物
徳丸愛子
演 - 市原悦子
ベテランバスガイド。夫に先立たれてからは3人の子供と義父と共に暮らしている。
徳丸和彦
演 - 別所哲也（第1作・第2作）
愛子の長男。
徳丸律子
演 - 長谷川真弓（第1作・第2作・第4作）
愛子の長女。
徳丸勇作
演 - 浅野忠信（第1作） → 大森嘉之（第2作 - 第4作）
愛子の次男。
敏三
演 - 由利徹
愛子の義父。
塚本
演 - 谷啓
愛子が働くバス会社の所長。
上条
演 - 中本賢
愛子が働くバス会社のドライバー。
まゆみ
演 - 須藤真里子（第1作・第3作）
愛子が働くバス会社の新人バスガイド。

### ゲスト
第1作『これが最後の恋』
- 玉井修（鎌倉ツアーの客） - 原田芳雄
- 玉井純子（修の娘） - 須山彩
- 越村公一、望月太郎、星野真由子、千葉裕子、江藤漢、志賀圭二郎、町田真一、中沢青六、牧口元美、山口杏子、水木薫、竹内一斉、太田成美、篠原美佳子、白鳥美羽、国際プロ

第2作『みちのくの恋』
- 沢木（愛子の中学生時代の同級生） - 石橋蓮司
- 花塚いづみ、山田礼子、倉崎青児、五十野栞、越村公一、中村ひとみ、桜金造、出光元、梅津栄、石田太郎、水木薫、片桐はいり、浅野忠信、信実一徳、千葉裕子、矢野陽子、原一平、熊野勝弘、エンゼルプロ、劇団ひまわり

第3作『恋は神代の昔から』
- 青戸昭太郎（まゆみの叔父） - 倉石功
- 花塚いづみ、湯江健幸、越村公一、林美穂、安田博美、椎名ルミ、斉藤麻里、ベンガル、片桐はいり、水木薫、岡安泰樹、古川九一、太田成美、エンゼルプロ、劇団東俳

第4作『会津磐梯山は恋の山』
- 本田浩一（徳丸家に居候する青年） - 遠藤雅
- 本田良介（浩一の父） - 藤竜也
- 中原果南、越村公一、渡辺哲、花塚いづみ、江戸家猫八、林美穂、安田博美、浜中千歳、船坂博子、巴三枝、水木薫、大島蓉子、芦沢孝子、塩屋洋子、信実一徳、境賢一、大橋伸予、望月ゆかり、石井くに子、白鳥美羽、デビット・アンダーソン、鈴木行、エンゼルプロ、会津若松市のみなさん

## スタッフ
- 脚本 - 水谷龍二、奥村俊雄、今井詔二
- 演出・監督 - 栗山富夫、高坂勉
- 音楽 - 青山八郎
- 企画 - 飯島敏宏
- 主題歌 - 市原悦子「そよ風に乾杯」
- プロデューサー - 山本典助、浜井誠、斉藤守恒
- 制作 - TBS、木下プロダクション

## 放送日程
| 話数 | 放送日         | サブタイトル       | 舞台       | 脚本              | 演出     |
| ---- | -------------- | ------------------ | ---------- | ----------------- | -------- |
| 1    | 1993年8月30日  | これが最後の恋     | 鎌倉市     | 水谷龍二          | 栗山富夫 |
| 2    | 1994年10月24日 | みちのくの恋       | 花巻市     | 水谷龍二          | 高坂勉   |
| 3    | 1995年11月27日 | 恋は神代の昔から   | 松江市     | 水谷龍二          | 高坂勉   |
| 4    | 1997年5月19日  | 会津磐梯山は恋の山 | 会津若松市 | 奥村俊雄 今井詔二 | 高坂勉   |